# Den lilla bäcken
Den lilla bäcken är en svensk visa skriven av Allan Edwall. Den finns med som spår 1 på albumet Vetahuteri, spår 12 på musikalbumet Edwalls blandning, och som spår 4 på samlingsalbumet Den lilla bäcken - Allans bästa. 
Stefan Sundström spelade in Den lilla bäcken 2002 (Sundström spelar Allan). 2007 gjorde svenske singer/songwritern Johan Christher Schütz en översättning till engelska som finns utgiven i en sambainspirerad version på hans album Blissa Nova, med titeln Little Stream.
| ”                               | Och lilla bäcken mot älven rinner Och älven rinner mot stora hav Och aldrig någonsin mer du finner Var lilla bäcken blev av... | „ |
| – Refräng till Den lilla bäcken | |   |